# Rio Grande (fiume Bolivia)
Il Rio Grande o Guapay (in spagnolo Río Grande o Río Guapay) è un fiume della Bolivia appartenente al bacino del Rio delle Amazzoni.
Nasce dal versante meridionale della Sierra de Cochabamba, a est della città di Cochabamba. Alla sorgente è noto con il nome di Rocha e attraversa la valle di Cochabamba in direzione ovest. Dopo 65 km svolta a sud-est e dopo altri 50 km si unisce all'Arque a un'altitudine di 2.350 metri.
Da questa confluenza nasce il fiume Caine che con i suoi 162 km continua a fluire in direzione sud-est fino ad unirsi con il fiume San Pedro. Da questa momento il fiume viene chiamato Rio Grande. Dopo un ulteriore percorso di 500 km, il fiume entra in pianura dove scorre in direzione nord-est formando ampie anse, oltre a fare da confine fra la Provincia di Andrés Ibáñez e di Chiquitos.
Dopo 1.438 km, il Rio Grande si unisce al fiume Ichilo e sfocia nel Mamoré.

## Affluenti
Il suo affluente maggiore fiume Piraí, che bagna la grande città di Santa Cruz de la Sierra. Tra i molti altri affluenti si possono ricordare i fiumi San Pedro, Chayanta, Chico, Charobamba, Tomina, Mizque, Azero, Pailas e Yapacaní.